# 柳慶
柳 慶（りゅう けい、517年 - 566年）は、北魏から北周にかけての軍人。字は更興。本貫は河東郡解県。兄は柳鷟・柳虯・柳檜。

## 経歴
裴叔業とともに南朝斉から北魏に帰順し、北地郡と潁川郡の太守を歴任した柳僧習の子として生まれた。奉朝請を初任とした。柳慶は家を出て4番目の叔父の後を嗣いでいたが、実父が死去すると、時論に反して3年の喪に服し、兄たちとともに土を背負って墳墓を作った。喪が明けると、中堅将軍の号を受けた。
534年（永熙3年）、孝武帝が関中に入るにあたって、柳慶は散騎侍郎の位を受け、関中に先遣された。柳慶は高平で宇文泰と面会した。宇文泰が孝武帝を迎えることを約束したことから、柳慶は洛陽に帰って孝武帝に報告した。孝武帝は荊州の賀抜勝を頼ることも検討したが、柳慶が宇文泰を頼ることを強く勧めたので、孝武帝はこれを聞き入れた。
孝武帝の西遷には、柳慶は母が老齢であったため随行できなかった。537年（大統3年）、西魏の独孤信が洛陽に駐屯すると、柳慶はようやく関中に入ることができた。相府東閤祭酒に任じられ、記室を兼ね、戸曹参軍に転じた。542年（大統8年）、大行台郎中に転じ、北華州長史を兼ねた。544年（大統10年）、郎中のまま尚書都兵に任じられ、記室を兼ねた。
ほどなく柳慶は本官のまま雍州別駕を兼ねた。546年（大統12年）、36曹が12部に改められると、柳慶は別駕のまま計部郎中となった。547年（大統13年）、清河県男に封じられた。尚書右丞を兼ね、計部を管轄した。548年（大統14年）、正式に尚書右丞となった。まもなく子爵に進んだ。549年（大統15年）、平南将軍の号を加えられた。550年（大統16年）、宇文泰が東征すると、柳慶は大行台右丞となり、撫軍将軍の号を加えられた。長安に召還されて尚書右丞に転じ、通直散騎常侍の位を加えられた。552年（廃帝元年）、民部尚書に任じられた。553年（廃帝2年）、車騎大将軍・儀同三司の位を受けた。554年（恭帝元年）、驃騎大将軍に進められ、開府儀同三司・尚書右僕射となった。尚書左僕射に転じ、著作を領した。556年（恭帝3年）、六官が建てられると、司会中大夫の位を受けた。
557年、北周が建国されると、柳慶は宇文氏の姓を賜り、平斉県公に爵位を進められた。柳慶は楊寛と仲が悪く、楊寛が政権に参画すると、柳慶は排斥されて通州刺史に左遷された。まもなく明帝が楊寛の意図を察して、柳慶は長安に留められて雍州別駕とされ、京兆尹を兼ねた。560年（武成2年）、宜州刺史に任じられた。563年（保定3年）、柳慶は入朝して再び司会中大夫となった。兄の柳檜の次男の柳雄亮が黄衆宝を殺害した事件に連座して、免官された。566年（天和元年）12月、柳慶は死去した。享年は50。敷綏丹三州刺史の位を追贈された。諡は景といった。

## 人物・逸話
- 柳慶は幼くして明敏で、度量があった。広く書物を渉猟したが、章句を暗記しなかった。飲酒を好み、受け答えはゆっくりしていた。
- 西魏の大統年間、北雍州が白鹿を文帝に献上したので、群臣たちは祝賀の上表文を起草しようとした。尚書の蘇綽が柳慶に草稿を書くよう勧めた。柳慶の書き上げた文章が素晴らしかったため、蘇綽は笑って才子と讃えた。
- 西魏の広陵王元欣の甥の孟氏がたびたび悪行をおこなっていた。ある人が孟氏に牛を盗まれたと告発した。柳慶が孟氏を逮捕して取り調べたが、孟氏は後ろ盾をたのみにして恐れる様子もなく、かえって柳慶を脅そうとした。元欣もまた人を派遣して孟氏の無罪を弁論させた。柳慶は同僚や属吏たちを集めて、孟氏が権威をたのみに犯した暴虐の数々を列挙し、孟氏を鞭打たせて殺した。
- ある商人が金20斤を持って上京し、ある人のもとに身を寄せた。出かけるときには、いつも鍵をかけておいた。どうしたことか鍵には異常がなかったにもかかわらず、中身の金が紛失していた。商人が身を寄せた先の主人が盗んだものとみなされ、郡県が訊問したところ、主人は罪を認めた。柳慶はこれを聞いて疑わしく思い、商人を召し出して「卿はいつも鍵をどこに置いていたのか」と訊ねた。商人は「いつも自分で携帯していました」と答えた。柳慶が「同宿していた人はいるか」と訊ねると、商人は「いません」と答えた。柳慶が「與人と酒を飲んだことがあるか」と訊ねると、商人は「日中にある沙門と2度酒盛りをしました。酔って昼寝をしてしまいました」と答えた。柳慶は「主人は拷問を受けて罪を認めただけで、盗人ではない。かの沙門こそが真の盗人だ」と断定した。沙門を逮捕しようと官吏を派遣したが、沙門は金を持って逃亡していた。後に沙門は捕えられ、紛失していた金は回収された。
- ある胡人の家が強盗に遭った。郡県が捜査したが、犯人が判明しないまま、近隣の者が多く逮捕された。柳慶は犯人が複数犯で、被害者と旧交のある者ではないとにらみ、犯人を騙して捕まえることにした。そこで匿名の書面を作って多くの官門に掲示させた。その文面は「わたしたちは共同で胡人の家を襲った者だが、仲間が多いので、秘密が漏れることを恐れている。いま自首したいのだが、死罪を免れないことを恐れている。もし先に自首すれば免罪すると布告してほしい」というものであった。柳慶はその後免罪の掲示を貼り出した。2日後に広陵王元欣の家奴が自首してきたので、かれを糾問して仲間を全て捕らえることができた。
- 宇文泰が安定国の属官の王茂に対して激怒して、かれを殺そうとした。朝臣たちは王茂の罪ではないことをみな知っていたが、あえて諫めようという者もいなかった。そこで柳慶が進み出て、「王茂に罪はないのに、どうして殺そうとなさるのですか」と諫めた。宇文泰はますます怒り、「王茂は死罪に当たる。卿がもしその無罪をいうのであれば、また罪に問わねばならない」と罵り、柳慶を捕らえて前に引き立てた。柳慶は「諫言を聞かない君主を不明といい、諫争しない臣下を不忠といいます。慶めは謹んで愚誠を尽くし、死を惜しみません。ただ公が不明の君主となることを恐れるのみです。深くご賢察を願います」と抗弁した。宇文泰は誤りを悟って王茂を赦そうとしたが、時遅く王茂はすでに処刑されていた。翌日、宇文泰は「わたしは卿の言を用いず、王茂を冤罪で死なせてしまった。王茂の家には銭帛を与え、わたしの過ちを明らかにするべきだろう」と柳慶にいった。
- 晋公宇文護は北周の政権を掌握すると、柳慶をその腹心として引き立てようとした。しかし柳慶は固辞して、その意に逆らった。
- 柳慶が宜州に赴任すると、楊寛は柳慶の元部下たちを捕らえて、柳慶の罪を探させた。過酷な取り調べは60日あまり続き、部下たちのうちには獄死する者まで出たが、柳慶に不利な証拠は出て来なかった。
- 柳慶の兄の柳檜が黄衆宝らに殺害され、残された子3人はみな幼弱であったが、柳慶が手厚く養育した。後に黄衆宝は北周に帰順し、朝廷は黄衆宝を優遇した。数年後、柳檜の次男の柳雄亮が白昼の長安城中で黄衆宝を斬殺した。晋公宇文護がこれを聞いて激怒し、柳慶とその子弟たちを全員捕らえた。宇文護が「国家の決まりが君たちのやったことで破られた。私怨のために勝手な殺人が許されようか」と柳慶を責めると、柳慶は「わたしは父母の仇とは同じ天を戴かず、弟の仇とは国を同じくしないと聞いています。明公が孝をもって天下を治められるなら、どうしてこのことを責められるのでしょうか」と答えた。宇文護はますます怒ったが、柳慶は態度を変えなかったため、免官された。

## 子女
- 柳機（後嗣）
- 柳弘
- 柳旦
- 柳粛
- 柳勃

## 伝記資料
- 『周書』巻22 列伝第14
- 『北史』巻64 列伝第52